# Млака (Ясеноваць)
Млака (хорв. Mlaka) — населений пункт у Хорватії, у Сисацько-Мославинській жупанії у складі громади Ясеноваць.

## Населення
Населення за даними перепису 2011 року становило 58 осіб.
Динаміка чисельності населення поселення:

## Клімат
Середня річна температура становить 11,39 °C, середня максимальна – 25,95 °C, а середня мінімальна – -5,50 °C. Середня річна кількість опадів – 930 мм.
| Клімат поселення                              | Клімат поселення | Клімат поселення | Клімат поселення | Клімат поселення | Клімат поселення | Клімат поселення | Клімат поселення | Клімат поселення | Клімат поселення | Клімат поселення | Клімат поселення | Клімат поселення | Клімат поселення |
| Показник                                      | Січ.             | Лют.             | Бер.             | Квіт.            | Трав.            | Черв.            | Лип.             | Серп.            | Вер.             | Жовт.            | Лист.            | Груд.            |                  |
| Середній максимум, °C                         | 7,54             | 9,35             | 13,62            | 18,20            | 22,91            | 25,95            | 24,83            | 24,10            | 20,44            | 15,53            | 10,00            | 5,91             |                  |
| Середня температура, °C                       | 1,01             | 2,80             | 7,10             | 11,69            | 16,39            | 19,42            | 21,07            | 20,34            | 16,68            | 11,78            | 6,25             | 2,16             |                  |
| Середній мінімум, °C                          | −5,5             | −3,69            | 0,58             | 5,16             | 9,86             | 12,90            | 17,31            | 16,58            | 12,92            | 8,01             | 2,50             | −1,61            |                  |
| Норма опадів, мм                              | 60               | 55               | 65               | 78               | 82               | 96               | 85               | 86               | 78               | 83               | 89               | 73               |                  |
| Середньомісячна швидкість вітру, м/с          | 1.60             | 1.80             | 2.20             | 2.10             | 1.92             | 1.80             | 1.73             | 1.60             | 1.60             | 1.60             | 1.60             | 1.65             |                  |
| Середньомісячна сонячна радіація, кДж/м²·день | 4346             | 7169             | 11030            | 15486            | 19757            | 22036            | 23044            | 20222            | 14998            | 9255             | 4903             | 3590             |                  |
| --------------------------------------------- | ---------------- | ---------------- | ---------------- | ---------------- | ---------------- | ---------------- | ---------------- | ---------------- | ---------------- | ---------------- | ---------------- | ---------------- | ---------------- |
| Джерело:                                      |                  |                  |                  |                  |                  |                  |                  |                  |                  |                  |                  |                  |                  |